# ناحیه برنت، شهرستان پوپ، آرکانزاس
ناحیه برنت، شهرستان پوپ، آرکانزاس (به انگلیسی: Burnett Township) یک منطقهٔ مسکونی در ایالات متحده آمریکا است که در شهرستان پوپ، آرکانزاس واقع شده‌است. ناحیه برنت  ۴۵۲ نفر جمعیت دارد و ۹۵٫۱ متر بالاتر از سطح دریا واقع شده‌است.